# 슬라브 신화
슬라브 신화(Slavic mythology)는 기독교화 이전의 슬라브족이 믿었던 다신교 신화이다.
슬라브 신화는 원시 인도유럽 신화에서 파생된 다른 신화들과 수많은 특성들을 공유하며, 그 중에서도 발트 신화와 매우 유사한 요소를 지니고 있다.

## 기원

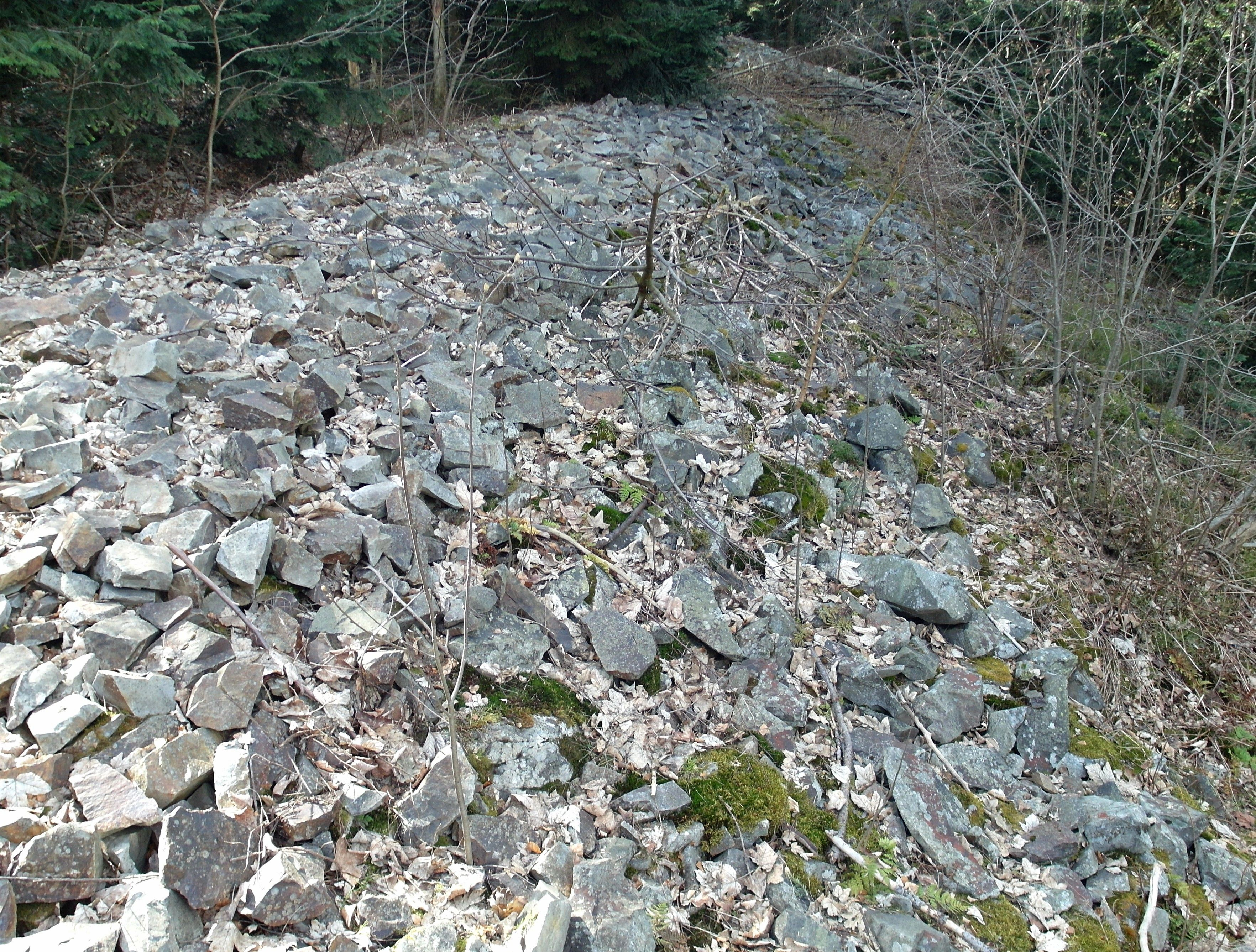
파간의 숭배 유적

고대 그리스, 인도, 중국 또는 이집트 신화와 달리 슬라브 신화의 직접적인 문헌기록은 없다. 슬라브인들이 862년 성인 키릴루스와 메토디우스가 슬라브 땅에 도착하여 글라골 문자와 키릴 문자를 전해주기 전에 어떤 종류의 문자가 있었는지는 입증되지 않았기 때문이다. 따라서 그들의 원래 종교적 신념과 전통은 모두 세대를 거쳐 구두로 전달되었을 것이고, 그 전에 슬라브 종교의 희박한 기록은 기독교 선교사들이 기록했다. 기존 슬라브 숭배 관념과  고고학 유물은 발견되었지만 기존의 역사적 기록을 확인하는 것 이외에는 거의 얻을 수 없었다. 오래된 신화적 신념과 이교도 축제의 단편들은 모든 슬라브 민족의 민속 관습, 노래, 이야기 및 민속 이야기에서 오늘날까지 살아 남아있다.

## 우주관
원시 인도유럽 신화에서 아주 전형적인 우주론 개념인 세계수는 슬라브 신화에도 존재한다. 세계수의 신화적 상징은 매우 강했고, 기독교화 이후 수 세기 동안 슬라브 민속 문화에서 살아 남았다. 세계 나무에는 3단계의 우주가 존재하는데, 가지로 대표되는 부분은 하늘, 신들과 천체의 영역을 표현했다. 이들은 종종 뿌리로 대표되는 반대 지역인 지하 세계와 결합하여 죽음과 대항하기도 했다.
세계 나무의 축은 수평적, 수직적 세계이다. 신들과 필멸자들의 세계는 바다의 중심에 자리 잡고 있었고, 바다를 둘러싸고 죽은 이들의 땅을 가로지르며, 매년 겨울에 새들이 날아 봄에 이곳으로 돌아 왔다. 많은 민속적 개념에서 바다 건너편에서 오는 개념과 바다를 가로지르는 개념은 죽어가는 것과 삶으로 돌아오는 것과 동일시된다. 이것은 내세가 물의 몸을 가로 질러 지나간다는 고대 신화의 개념을 확증한다. 또한, 수평축에서 세계는 4개의 기본 방향(북쪽, 동쪽, 남쪽, 서쪽)으로 나뉘었다.

## 슬라브 신화의 등장인물

### 1세대 신
- 데이보스 : 슬라브 신화의 창조신
- 체르노보그 : 슬라브 신화에서 어둠과 죽음의 신으로, 벨로보그와 적대 관계이다.
- 벨로보그 : 슬라브 신화에서 빛과 생명을 관장하는 신으로, 체르노보그와 적대 관계이다.

### 2·3세대 신
- 다지보그 : 부와 힘을 관장하는 태양의 신.
- 야릴로 : 전쟁, 식물, 비옥 및 봄의 신. 수확과도 관련이 있다.
- 라다 : 사랑과 결혼 및 여름과 미의 여신
- 베스나 : 봄과 사랑의 여신.
- 모라나 : 수확, 마술, 겨울과 죽음의 여신
- 페룬 : 천둥과 번개를 관장하는 뇌신이자 슬라브 신화의 최고신
- 스트리보그 : 바람의 신
- 호르스 : 태양의 신
- 모코쉬 : 대지모신
- 시마르글
- 마르잔나
- 스바로그 : 슬라브 신화의 대장장이 신이자 불의 신.
- 스바토빗 : 전쟁, 다산 및 풍요의 신
- 트리글라브
- 벨레스 : 지구, 물, 지하 세계의 신
- 자리아 : 아름다움의 여신
- 지바 : 사랑과 다산의 여신
- 조르야 : 아침과 저녁 별을 대표하는 두 명의 수호 여신

## 참고 문헌
- Bonnerjea, B. A Dictionary of Superstitions and Mythology. London 1927
- Chrypinski, Anna, editor. Polish Customs. Friends of Polish Art: Detroit, MI, 1977.
- Contoski, Josepha K., editor. Treasured Polish Songs with English Translations. Polanie Publishing Co.: Minneapolis, MN, 1953.
- Estes, Clarissa Pinkola, Ph.D. Women Who Run With the Wolves. Ballantine Books: New York, 1992.
- Gimbutas, Marija. The Slavs. Preager Publishers: New York, 1971.
- Ingemann, B. S. Grundtræk til En Nord-Slavisk og Vendisk Gudelære. Copenhagen 1824.
- Knab, Sophie Hodorowicz. Polish Customs, Traditions, & Folklore. Hippocrene Books: New York, 1993.
- Knab, Sophie Hodorowicz. Polish Herbs, Flowers, and Folk Medicine. Hippocrene Books: New York, 1995.
- Krasicki, Ignacy (tr by Gerard Kapolka) Polish Fables: Bilingual. 1997
- Leland, Charles Godfrey. Gypsy Sorcery and Fortune Telling. New York: University Books, 1962
- Zajdler, Zoe. Polish Fairy Tales. Chicago, Ill: Follett Publishing, 1959
- Sekalski, Anstruther J. Old Polish Legends. 1997
- Singing Back The Sun: A Dictionary of Old Polish Customs and Beliefs, Okana, 1999
- Szyjewski, Andrzej: Slavic Religion, WAM, Kraków, 2003
- Boris Rybakov. Ancient Slavic Paganism. Moscow, 1981.
- Franjo Ledić. Mitologija Slavena — knjiga I, Zagreb, 1970. god.
- V. Belaj. Hod kroz godinu, mitska pozadina hrvatskih narodnih vjerovanja i obicaja", Golden Marketing, Zagreb 1998.
- Svarog,